# کینگزکوت، گلاسترشر
کینگزکوت (به انگلیسی: Kingscote) یک روستا و محله مدنی در بریتانیا است که در Cotswold واقع شده‌است. کینگزکوت ۲۷۳ نفر جمعیت دارد.